# Mora de Rubielos
Mora de Rubielos is een gemeente in de Spaanse provincie Teruel in de regio Aragón met een oppervlakte van 166,23 km². De gemeente telt 1.574 inwoners (1 januari 2016). Mora de Rubielos is de hoofdstad van de comarca Gúdar-Javalambre.

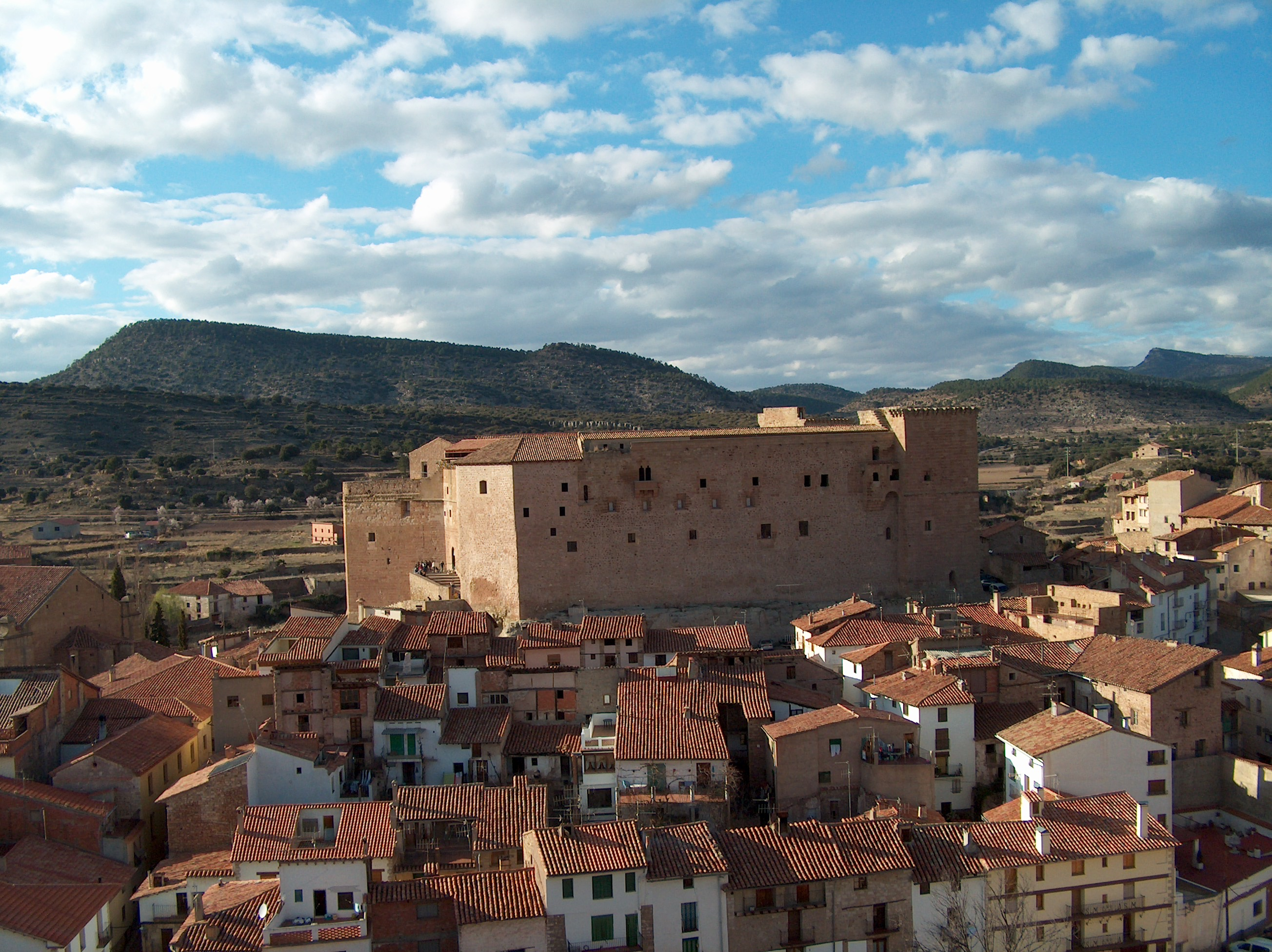
More de Rubielos
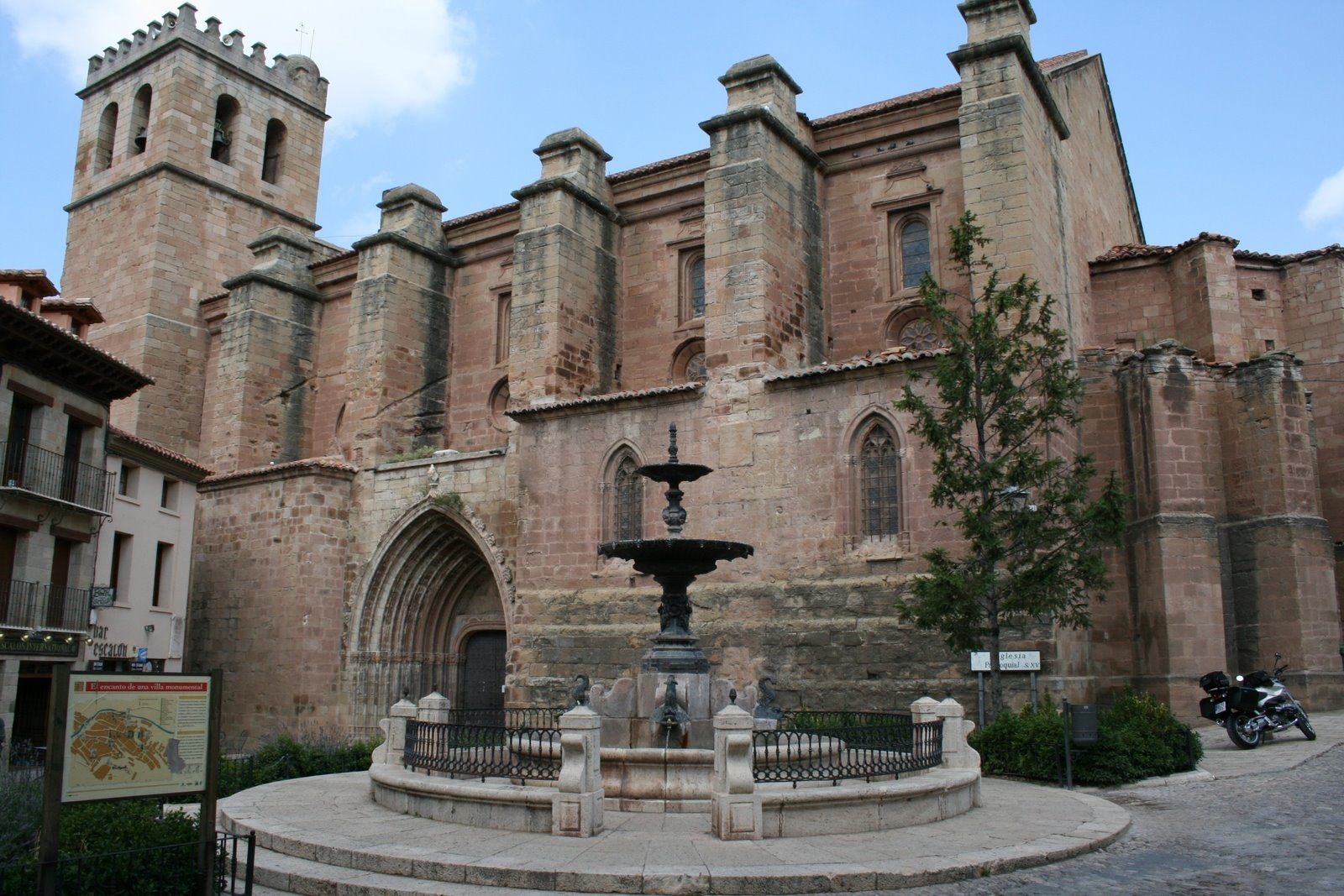
Kerk in Mora de Rubielos
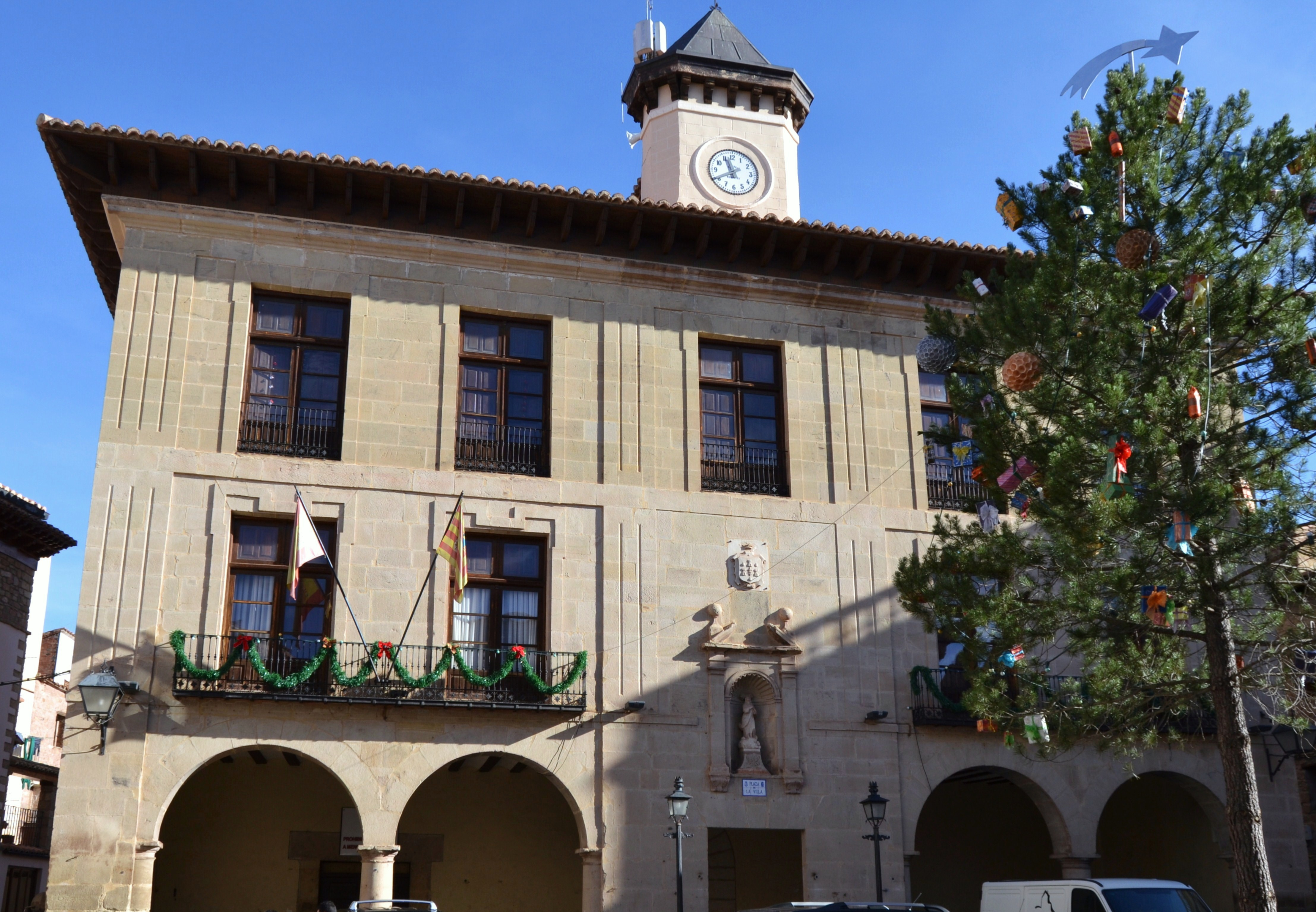
Gemeentehuis